# SpaceX CRS-14
SpaceX CRS-14 è stata una missione spaziale privata di rifornimento per la Stazione spaziale internazionale, programmata da SpaceX per la NASA, nell'ambito del prolungamento del programma Commercial Resupply Services, e decollata il 2 aprile 2018. La missione è stata la terza nella storia (la prima fu la SpaceX CRS-11) a utilizzare un modulo già precedentemente utilizzato da un'altra missione, ossia lo SpaceX Dragon C110, adoperato nella missione SpaceX CRS-8.
Il vettore utilizzato è stato un Falcon 9 Full Thrust, il quale ha portato in orbita il veicolo cargo Dragon. Anche il primo stadio del razzo vettore era già stato utilizzato, esso aveva infatti già portato in orbita il veicolo cargo della missione CRS-12 ed era stato fatto riatterrare con successo nella Landing Zone 1, nella base aerea di Cape Canaveral. In questo lancio non sono però stati effettuati tentativi di recuperare il primo stadio del vettore, che è stato invece utilizzato per condurre manovre sperimentali atte a verificare i limiti della sua traiettoria di volo, mentre la capsula è tornata sulla Terra il 5 maggio 2018 ammarando nell'oceano Pacifico, al largo della costa della Bassa California, dopo aver trasportato sulla ISS un carico di circa 2647 kg.
La CRS-14 è stata la seconda missione facente parte del prolungamento del contratto Commercial Resupply Services, inerente al rifornimento della Stazione spaziale internazionale, che prevedeva inizialmente una serie di dodici missioni commissionate alla SpaceX dalla NASA e che con questo prolungamento era stato portato a comprendere diciassette missioni.

## Lancio e svolgimento della missione
Dopo essere stata originariamente programmata per il febbraio del 2018 la missione è stata più volte rimandata, dapprima al 13 marzo e infine al 2 aprile.
Il 2 aprile alle 15:36:09 UTC la missione è decollata a bordo di un Falcon 9 Full Thrust dal Complesso di lancio 40 della base aerea di Cape Canaveral.
Il 4 aprile 2018 il modulo Dragon C110.2 ha raggiunto la ISS ed ha iniziato a condurre una serie di manovre per regolare la propria velocità, altitudine e orientazione con quella della stazione spaziale. Dopo aver raggiunto il punto di cattura, alle 10:40 UTC il veicolo è stato preso dal Canadarm2 e infine, alle 13:00 UTC, è stato effettuato il berthing al modulo Harmony.
Il primo stadio del Falcon 9 Full Thrust, nel frattempo, era stato sottoposto ad una serie di manovre sperimentali atte a testare i limiti della sua traiettoria di volo, senza che fosse fatto alcun tentativo per recuperarlo.
Il modulo Dragon della missione è rimasto agganciato alla ISS per 31 giorni. L'unberthing è avvenuto nelle prime ore del mattino del 5 maggio 2018 e il veicolo è stato liberato dal Canadarm2 alle 13:23 UTC. Dopo una serie di manovre atte ad allontanarlo dalla stazione spaziale, il Dragon ha effettuato un'accensione di pochi minuti alle 18:06 UTC in previsione del suo rientro in atmosfera. Subito dopo, il veicolo si è disfatto del contenitore adibito al carico e si è orientato in modo consono al rientro. Infine, alle 19:03 UTC il veicolo è ammarato nell'oceano Pacifico ed è stato quindi recuperato e condotto nel porto di Los Angeles.

## Carico
La missione CRS-14 ha portato in orbita un carico totale di 2647 kg di materiale. Questo includeva 1721 kg di materiale pressurizzato destinato all'interno della Stazione Spaziale Internazionale e 926 kg di carico non pressurizzato costituito da un Pump and Flow Control Subassembly (PFCS), ossia una delle varie unità di sostituzione orbitale della stazione, e da due esperimenti da collocare all'esterno della ISS: l'Atmosphere-Space Interactions Monitor (ASIM) e il Materials ISS Experiment Flight Facility (MISSE-FF).
Tra i vari esperimenti che compongono il carico, si può citare anche il RemoveDEBRIS che è stato lanciato dalla stessa ISS. La missione aveva lo scopo di collaudare l'utilizzo di uno speciale arpione e di una rete per catturare oggetti facenti parte della missione stessa come se fossero detriti spaziali, con lo scopo di valutare il possibile utilizzo di questi metodi per catturare in seguito detriti spaziali veri e propri. Alla fine della missione la sonda RemoveDEBRIS ha srotolato anche una specie di larga vela volta ad accelerare la sua perdita di orbita ed evitare a sua volta di diventare un detrito spaziale.
In particolare il carico era così composto:
- Esperimenti scientifici: 1070 kg
- Rifornimenti per l'equipaggio: 344 kg
- Hardware per la stazione spaziale: 148 kg
- Equipaggiamenti per le attività extraveicolari: 99 kg
- Risorse informatiche: 49 kg
- Hardware russo: 11 kg
- Carico destinato all'esterno della ISS: 926 kg
  - Atmosphere-Space Interactions Monitor (ASIM)
  - Materials ISS Experiment Flight Facility (MISSE-FF)
  - Pump and Flow Control Subassembly (PFCS)